# Orłów (powiat sochaczewski)
Orłów – wieś w Polsce położona w województwie mazowieckim, w powiecie sochaczewskim, w gminie Nowa Sucha. Ma status sołectwa.
W latach 1975-1998 miejscowość należała administracyjnie do województwa skierniewickiego.
Pod koniec średniowiecza, w Orłowie odbywały się sesje wyjazdowe sądu grodzkiego z Łęczycy, podczas gdy roczki sądu ziemskiego, dopiero w 1766 r. zostały przeniesione do Łęczycy, zachowały jednak swój odrębny charakter.